# G.I.B. ガールズ・イン・ブラック
『G.I.B. ガールズ・イン・ブラック』は2014年7月25日にWhirlpoolより発売されたパソコン用アダルト美少女ゲーム。
てんまそラインの最後の作品である。

## 解説
謎の組織メン・イン・ブラックを題材としたアダルトゲーム。シナリオ重視だった過去作とは異なり、にぎやかさに重きを置いた作品に仕上がっている。

## ストーリー
様々な宇宙人が地球人と共存する世界。一般人にあまり知られていない彼らが起こす厄介ごとは地球の秘密組織メン・イン・ブラック (MIB) が片付けていた。
ある日、平凡な少年・音無　昴 は、UFOにさらわれそうになったところを黒河　有佳乃に助けられた。UFOを目撃したということで記憶を消されそうになるも、さらわれそうになったことでUFOの弱点を知ったことを見込まれたことがきっかけでMIBに入ることになった。
かくして、昴 の驚きに満ちた新生活が始まるのであった。

## 登場人物

### 主人公
音無 昴（おとなし すばる）
本作の主人公で、学園二年生。
とある日、学園の帰り道で宇宙人に尾行され、UFOにアブダクションされそうになった所を有佳乃に助けてもらう。が、UFOを目撃した事で記憶を消されそうになるが、その一件でUFOの弱点を見抜いた事を見込まれ、澪にMIBにスカウトされ、そのまま試験を通過してMIBに入り、宇宙人に関する様々な事件に巻き込まれる事になる。
ゲーム好きで、特にアクションやRPGを好むが、そのほかにもレースやパズルまでこなす。ただし、パズルは素人の有佳乃に負けている事からあまり得意ではない様子。
詳しい経緯は不明だが、音無家に引き取られる形で、養子になっている。

### ヒロイン
黒河 有佳乃（くろかわ ゆかの）
声：上原あおい
身長：154cm。スリーサイズ：B82（C）/ W58/ H81。テーマ曲「ドジからの物体X」
学園二年生で昴のクラスメイト。真面目な性格だが、しょっちゅうドジを踏む。本人はしっかりやっているつもりだが、それを自覚するとすぐに鬱に入り、とことんまで落ち込む。が、励まされればすぐに立ち直る。
実はMIBの所属であり、アブダクションされそうになった昴を助け、そのままMIBに所属する事になった昴のパートナーを務める事になる。所属部署は庶務課だが、以前はもっと上の部署にいた。とある事件でミスをおかし、庶務課に降格になった。以来、その事件の失敗を忘れないよう、キューブと呼ぶ物体を持ち歩いている。

エリーゼ・ヴァレンシュタイン
声：御苑生メイ
身長：163cm。スリーサイズ：B92（F）/ W62/ H88。テーマ曲「ボクの彼女はウサミミ宇宙人」
学園の転校生。その正体は宇宙人であり、ウサギのような耳が生えている（ただし、一般人には見えないようにしている）。日本文化が大好きだが、その知識は色々混ざってしまって曲解している。好物は和菓子。
宇宙の武器製造会社の令嬢で、おっとりな天然でたまに容赦ない一言も。

音無 宙美（おとなし そらみ）
声：百瀬ぽこ
身長：147cm。スリーサイズ：B74（A）/ W55/ H76。テーマ曲「アゲアゲ.スカト」
学園一年生で昴の義妹。宇宙人の事がとにかく大好きで、何かにつけて宇宙人に関連付け、昴を呆れさせている。好物は宇宙食で、昴の作った朝食もそっちのけで宇宙食を食べ漁る。UFO研に所属している。
実は宇宙人と人間のハーフであり、宙美ルートで相手の考えを読み取る事と、自分の考えを相手に伝える事の二種類の能力が交互に発現する。ハーフであるゆえにこの能力を制御できずに暴走させてしまうが、父親の残したチップにより、昴に負担を与えてしまう事にはなったが、何とか抑える事が可能になった。

### サブヒロイン
相場 夕（あいば ゆう）
声：小倉結衣
学園の三年生で、UFO研の部長。宙美に負けず劣らずのUFO好きで、その他オカルトの分野も好む。
実はハッカー集団「コノニマス」に所属し、コードネームは『トート』。MIBの情報を得ようとネット上で戦う事もある。

墨須 澪（すみす みお）
声：くすはらゆい
MIB所属で、有佳乃の信頼する上司。普段は本部で事務仕事に勤しんでいる。淡々としているが、比較的砕けた調子で話す。
しかし、その実態は宇宙人の存在に危機感を抱いており、宇宙人排斥派の首謀者。有佳乃が降格するきっかけとなった事件を引き起こしたのも彼女である。有佳乃からキューブを回収した直後、キューブを使って計画を再開するも、昴と有佳乃によって阻止。逮捕されたが、処分は平社員に降格するだけに留まった。

### サブキャラクター
ダニエル・ヴァレンシュタイン
声：星一人
エリーゼの父親で、ヴァレンシュタイン社の社長。左の耳が少し欠けている。エリーゼに対しては大変過保護で、娘の頼みは断れない、いわゆる親馬鹿。エリーゼに近づく男である昴には大変厳しい。

音無 七海（おとなし ななみ）
声：海原エレナ
昴と宙美の母親。出版関係の仕事をしており、帰りは大抵深夜になり、すぐに眠る事が多い。
昔、裏山で宇宙人と出会い、その宇宙人との間に宙美を儲けた。なお、夫は存命しているようだが、どこにいるかは不明。

ショコラ
声 : 雪都さお梨
謎の宇宙生物。任務の途中、里親を探す事になったのだが、何故だか宙美に懐いてしまったため、音無家で飼う事に。
蝶ネクタイをしている以外、涼風のメルト -Where wishes are drawn to each other-に登場したショコラと全く同じ姿であるが、何故存在しているのか、そして関連は全くの不明である。

ジャック
人形のような姿をしている宇宙人だが、ヴァレンシュタイン社のライバル会社であるフロスト社のれっきとした社長。
エリーゼとヴァレンシュタイン社の利権を得る為、ヴァレンシュタイン社に密輸の濡れ衣を着せるが、昴とエリーゼに密輸の証拠を押さえられ、あえなく逮捕された。

## 用語
MIB
宇宙人の入国管理など宇宙人に関するあらゆる事に対処する組織。都市伝説同様に隊員は上下黒ずくめの制服を着ている。
学生である有佳乃が所属する関係上、学園の空き教室が支部になっており、本部へはロッカーの中で繋がっている。本部が具体的にどこにあるかは不明。隊員にはレーザー銃器なども支給されているが、基本的に宇宙人へ怪我を負わせることはない仕様になっている。
宇宙人
地球外の生命体。エリーゼのようなほとんど地球人と変わらない姿をしている者もいれば、一般的に知られているグレイ型宇宙人のような姿をした者まで様々。知られていないだけで相当数の宇宙人が地球で地球人の姿で暮らしている。
違法行為に走る者も少なからずおり、そうしたものはMIBによって処罰、最悪地球から強制退去させられる。
ヴァレンシュタイン社
エリーゼの父親が経営する兵器会社。兵器に留まらず、便箋から、バイクまで幅広く商売している。
エリーゼルートで密輸の疑いをかけられるも、ライバル会社のフロスト社の陰謀である事が発覚し、一時は業績が落ちたが、すぐに元通りになった。

## スタッフ
- 原画 - てんまそ、Rけん
- SD原画 - abua
- シナリオ - 椎名ヒサシ、若瀬諒
- CG監修 - 市倉
- CG彩色 - 市倉、カゲイラ、imamura、荻ユキ、なまる、山咲かりあ
- ミニグラフィック - HAL
- インターフェースデザイン - カゲイラ
- 背景 - nikuyasan
- BGM - じゅんや、ほーの、タナトシ
- 音声収録・キャスティング - 株式会社キューブ
- スクリプトエンジン - YU-RIS
- スクリプト - ほっしー
- ロゴデザイン - クラスレーベルデザイン
- WEB・DTPデザイン - 段林
- 広報・営業・プロデューサー - アラガー
- スペシャルサンクス - 也
- ディレクター - 兎月

## 主題歌
オープニングテーマ「Wonderful! Wonderful!」
作詞 - SugarLover / 作曲・編曲 - 菊谷知樹 / 歌 - AiRI
エンディングテーマ「キラキラ光る」
歌・作詞・作曲 - 薬師るり / 編曲 - 根本克則（KParaMUSIC）

## 批評
『BugBug』2014年9月号にて本作のレビューが掲載された。レビューでは、本作はてんまそが原画を担当しているのにもかかわらず従来の正統派作品とは異なっていると指摘された。Whirlpoolが手掛ける作品は原画家ごとに作品の方向性が分けられ、てんまそが原画を担当する場合には『涼風のメルト』『うそつき王子と悩めるお姫さま』のようにストーリー性を重視した正統派路線、水鏡まみずが原画を担当する場合には『Justy×Nasty』のようにハイテンションコメディを中心としたライト路線で展開されてきたとレビューでは述べられた。本作はコメディ色たっぷりなキャラ萌え作品であると指摘され、過去作とは違うと感じられる異色作に仕上がっていたと述べられた。レビューでは本作は過去作と比べると一皮どころか二皮ぐらい剥けた印章を持つ作品であると述べられた。
キャラクター像に対しては、主人公が普通の青年であることに意外性を感じたと述べられた。Whirlpoolの過去作では、特殊能力を持ち、多数の未来を作り出せる「改変者」と呼ばれる主人公が登場した。しかし、本作の主人公はプロローグの段階では単なる一般人であり、Whirlpoolの作品をプレイしてきたレビュアーにとっては新鮮で、恋愛感情に疎いところも親近感を覚えたと述べられた。また、本作では主人公が年齢相応に性欲旺盛であり、Whirlpoolの過去作では考えられない程に濃厚なエッチシーンがあると述べられた。
シナリオに対しては、導入部にて『メン・イン・ブラック』の設定をうまく活かした後、それ以降はWhirlpool作品の空気が充満していたと指摘された。本作では主人公がMIBに所属した後は宇宙人の出産の手伝いやペット型宇宙人の里親探しなどの仕事をする。これに対しレビューでは、日常の延長線上にあるような仕事ばかりでほのぼの感が湧くと述べられ、街で事件を起こす精霊達の騒動に対処する様を描いた『涼風のメルト』と似た雰囲気であり同作をリスペクトしていると指摘された。